# Mary Sargant Florence
Mary Sargant Florence (Londres, 21 de julio de 1857 — Twickenham, Sussex, 14 de diciembre de 1954) fue una pintora y escritora feminista británica.

## Biografía
Mary Sargant estudió bellas artes como discípula del pintor académico Luc-Olivier Merson en París y de Alphonse Legros, en la escuela londinense Slade School. En 1888 se casó con el músico estadounidense Henry Smythe Florence (1864-1892), se fue con él a los Estados Unidos y renunció a la ciudadanía británica.
Después de la muerte del marido por ahogamiento, regresó con sus hijos a Inglaterra. Alrededor de 1910, volvió a ser ciudadana británica. En Marlow, Buckinghamshire construyó su casa de campo  «Lord's Wood» en el estilo Arts and Crafts que estaba en boga y vivió allí hasta 1940. Durante los veranos, en Lord's Wood, Mary Sargant recibió frecuentemente a miembros del Círculo de Bloomsbury, incluidos Lytton Strachey, Maynard Keynes, Virginia Woolf, Ralph y Frances Partridge y Dora Carrington.
Fue miembro del New English Art Club y de la Society of Painters in Tempera.
Mary Sargant-Florence fue suffragette y en 1915 formó parte de una comisión en las Conferencias de Paz de La Haya.
En colaboración con Charles Kay Ogden, publicó un folleto sobre militarismo y feminismo, que apareció anónimamente en 1915. El libro argumenta que el feminismo y el militarismo están estrechamente relacionados entre sí: cuanto más militarista es una sociedad, menor es el estatus de la mujer.

## Obra artística
Además de retratos y paisajes en acuarela, témpera y pasteles, así como carteles promocionales para el movimiento sufragista, Sargant Florence creó frescos y pinturas de gran formato, entre otros en la Old School en Oakham, Rutland (alrededor de 1909-1914) y en la Bournville School cerca de Birmingham (1912-1914). El trabajo en Oakham fue intermediado por su hermano, quien enseñaba en la escuela de Oakham. La obra representa la historia de Gareth en la leyenda del Rey Arturo.

## Familia
Mary Sargant era la hermana del escultor británico Francis William Sargant (1879-1960). Estaba casada con el músico estadounidense Henry Smyth Florence, con quien tuvo dos hijos. Su hijo, el economista Philip Sargant Florence (1890-1982), se casó con la psicoanalista y feminista Lella Secor Florence (1887-1966). Su hija Alix Sargant Florence se casó con el psicoanalista James Strachey, y tradujo con él las obras de  Freud al inglés.

## Publicaciones
- Militarism versus Feminism. London: Allen & Unwin, 1915.[4]

Reedición, Londres, Virago Press 1987, ISBN  0-86068-782-1.
- Colour Co-ordination. Londres, John Lane, 1940.